# کوباچی
کوباچی (روسی: Кубачи) روستایی در جمهوری خودمختار داغستان در قفقاز شمالی روسیه می‌باشد. جمعیت این روستا ۳۰۶۰ نفر می‌باشد که به زبان کوباچی سخن می‌گویند که زیرشاخه زبان درگین می‌باشد.
در کتاب‌های تاریخی پارسی از سده چهارم میلادی، نام روستای کوباچی - به ویژه از بابت آثار هنری روی سنگ - آمده است. این روستا به صورت آول ساخته شده که فرمی شایع در قفقاز است.
مردم کوباچی به صنعت‌گری مشهورند.
ره آورد این روستا بیشتر جواهرات، نقره جات، خنجر و سنگ‌نوشته است. هنوز هم بیشتر مردم به کار زرگری و جواهر سازی مشغولند.

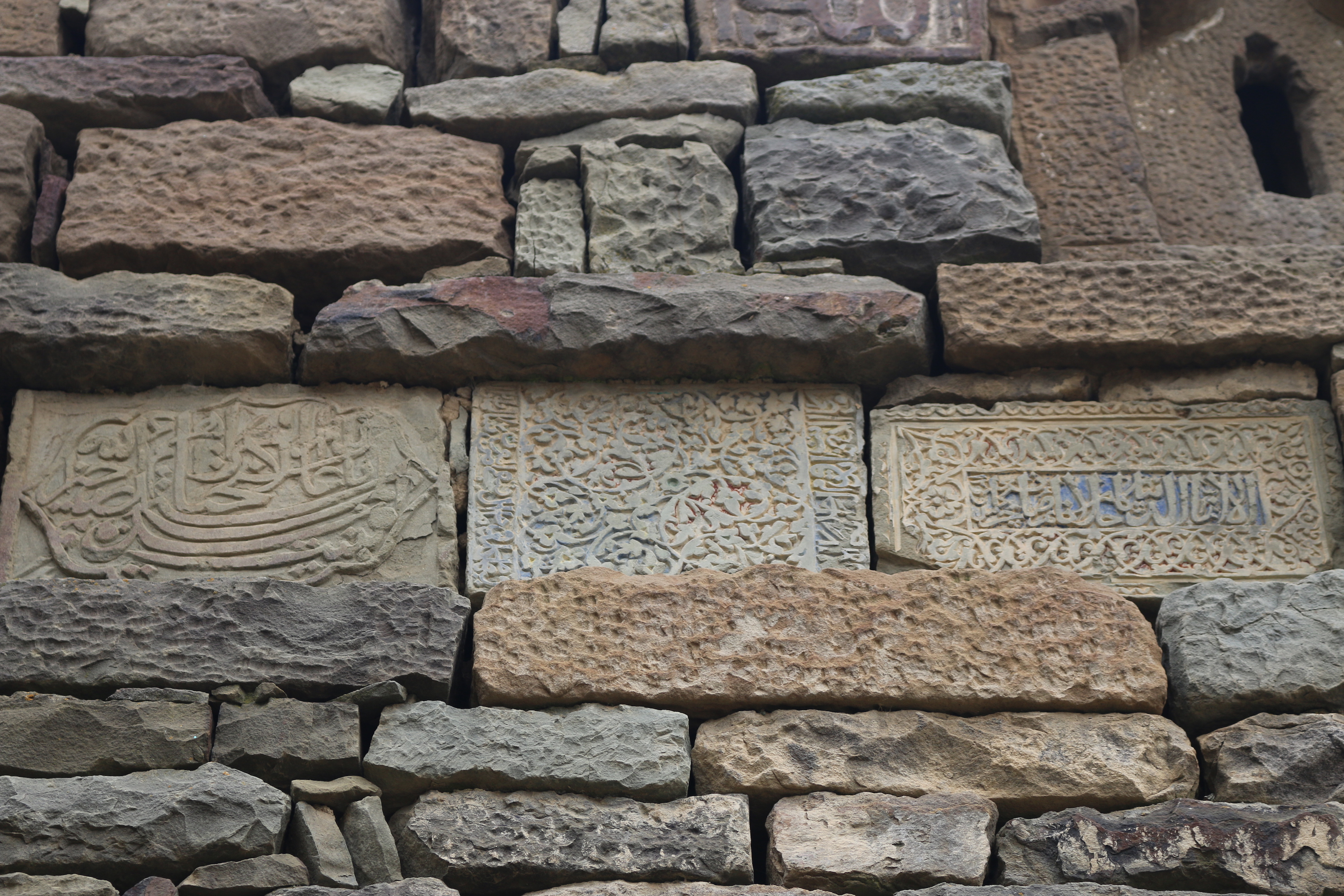
سنگ‌نوشته روی دیوار مسجد کوباچی

## ترک تدریجی روستا
در سالهای اخیر بسیاری از ساکنان، روستا را ترک کرده‌اند.
در موزه هرمیتاژ در سنت پیترزبورگ تالاری ویژه برای نمایش آثار کوباچی وجود دارد. بسیاری از این آثار در زمانی آفریده شده اند که کوباچی بخشی از امپراتوری ایران بوده است.

## پیوند با ایران
روستای تا پیش از پیمان نامه گلستان (۱۸۱۳) بخشی از امپراتوری ایران بوده است. افسانه‌های محلی حکایت از پیوند تاریخی این روستا با ایران دارد. نام باستانی این روستا زرگران یا زره گران بوده زیرا مردم کوباچی از زمان خسرو انوشیروان به ساخت جواهر و سلاح مشهور بوده‌اند.